# Nicola Fiorenza
Nicola Fiorenza (* nach 1700 in Neapel; † 13. April 1764 ebenda) war ein italienischer Violinist und Komponist der neapolitanischen Schule.

## Leben
Nicola Fiorenza erhielt seine Ausbildung am Conservatorio S. Maria di Loreto, vermutlich auch von Francesco Barbella. 1726 wurde Fiorenza Cellist im neapolitanischen Hoforchester, in Vertretung des nach Wien gereisten Francesco Alborea, später bekam er eine feste Anstellung als Violinist und ab 1758 die Stelle des Konzertmeisters im königlichen Hoforchester, in Nachfolge von Domenico de Matteis.
1743 kam Nicola Fiorenza mit vier weiteren gleich qualifizierten Kandidaten für die Leitung der gemeinsam geführten Streicherklasse am Conservatorio S. Maria di Loreto in Frage. Man beschloss, die Entscheidung per Los zu treffen, durch diesen Zufall wurde Fiorenza Lehrer der Geigenklasse an dem von Francesco Durante geleiteten Institut. Etwa ab 1760 wurden Klagen gegen Fiorenza laut, dass er seine Schüler schlage und bedrohe, so dass einige Schüler das Studium aufgaben. Aus diesem Grunde sah sich die Leitung des Konservatoriums veranlasst, Fiorenza 1762 aus dem Dienst zu entlassen.

## Kultureller Hintergrund
Die musikalischen Aktivitäten Neapels gehörten zu den wichtigsten der europäischen Musik des 18. Jahrhunderts. Mit ihren Theatern, ihren Akademien und vor allem den vier Konservatorien war die Stadt ein Nährboden für Musiker und Künstler, die in dieser Zeit einen bemerkenswerten eigenen musikalischen Stil hervorbrachten.

## Werke
Fiorenzas etwa 30 handschriftlich überlieferte Kompositionen stammen aus der Zeit zwischen 1726 und 1736. Es ist jedoch davon auszugehen, dass in der Zeit seiner Lehrtätigkeit am Conservatorio weitere Werke entstanden sind. Die derzeit verfügbaren Werke umfassen Violinsonaten, Triosonaten, Streichersinfonien mit drei und vier Violinen sowie Solokonzerte für verschiedene Instrumente. Stilistisch reichen seine Werke vom strengen Muster corellischer Kirchensonaten bis hin zu den galanten Werken eines Francesco Durante.